# 전우노동자기구
전우노동자기구(핀란드어: Aseveljien Työjärjestö 아세벨리엔 튀외얘례스퇴[*]; AT:j)는 핀란드의 자생적 나치즘 정당들 중 하나다.
1942년 초 핀란드 국민사회주의 노동기구(SKT)의 활동이 지리멸렬한 것에 비판적이었던 아르비 누오리모, 요한 에밀 투오미넨 등이 SKT에서 제명되거나 이탈한 뒤 만들었다. AT:j 지지자 대부분은 탐페레 출신이었는데, SKT가 탐페레에 일구어 놓은 텃밭이 있었기 때문이다.  또다른 자생적 나치 정당 국민사회주의기구(KSJ)의 위리외 라이카스는 SKT의 분열로 AT:j가 자기에게 와서 어부지리를 취할 것을 기대했으나 AT:j가 KSJ와도 합작하지 않고 독자행동을 하면서 그런 기대는 깨졌다.
1942년 봄, 누오리모는 독일을 방문했고, 귀국길에 코펜하겐의 나치 신문과 인터뷰도 했다.  나치 정권의 중앙통신사 독일보도국(DNB)에서는 "아르니 누오미로"라고 잘못 표기된 이름으로, 그가 핀란드 나치즘 운동의 지도자들 중 한 명이라는 뉴스를 보도했다.
AT:j의 활동은 1942년 초여름에 당국의 개입으로 중단된다. 지도자들은 심문을 받았고, 투오미넨은 전쟁이 계속되는 한 정치활동을 하지 않겠다는 각서를 써야 했다. 투오미넨은 이 각서가 자신의 자유의지로 인한 결정이며 강압은 없었다고 주장했다. 누오리모 역시 비슷한 각서를 썼지만 SKS로 이적하여 활동을 계속했다. 단 단체 행사에서 발언하는 것은 금지되었다.
AT:j가 겪은 가장 큰 어려움은 상이군인 단체인 핀란드 전우동맹과의 갈등이었다. 전우동맹 측은 AT:j에서 "전우"라는 말을 이름에 사용하는 것을 노여워했다. 왜냐하면 전우동맹은 산하에 "핀란드 전우노동자기구(SAT)"라는, 사실상 같은 이름의 비밀첩보조직을 운영하고 있었기 때문이다.
AT:j의 당원 대부분은 탐페레의 국영항공기공장(VL) 노동자 출신이었다. 하지만 당사는 헬싱키에 있었다. 당원 수는 100여명이었다. 강령은 독일 나치들이나 핀란드의 다른 자생 나치들과 대동소이했다.

## 참고 자료
- Henrik Ekberg: Führerns trogna följeslagare. Den finländska nazismen 1932–1944. Schildts, 1991. ISBN 951-50-0522-1.